# Caso das Salsichas

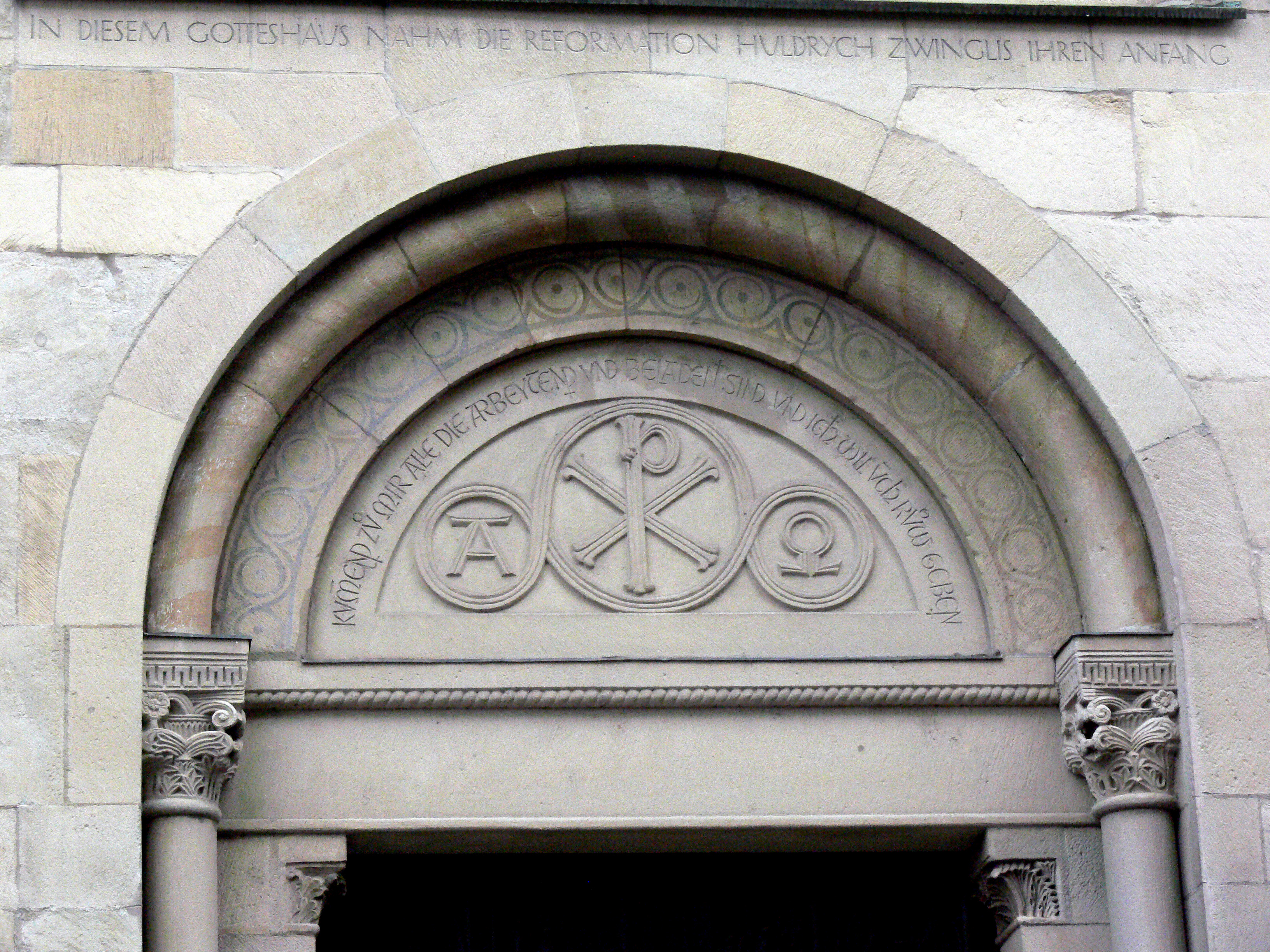
Relevo acima do Grossmünster em Zurique, lendo: "Nesta Casa de Deus, a Reforma de Ulrico Zuínglio começou".

O Caso das Salsichas (1522) foi o evento que começou a Reforma em Zurique. Ulrico Zuínglio, pastor de Grossmünster em Zurique, Suíça, liderou o evento falando publicamente em favor de comer salsichas durante o jejum de Quaresma. Zwingli defendeu a sua ação num sermão chamado Von Erkiesen und Freiheit der Speisen (Sobre a Escolha e Liberdade de Comidas), no qual ele argumentou, com base na doutrina de Martinho Lutero de sola scriptura, que "Cristãos são livres de fazer jejum ou não porque a Bíblia não proíbe de comer carne durante a Quaresma".

## História

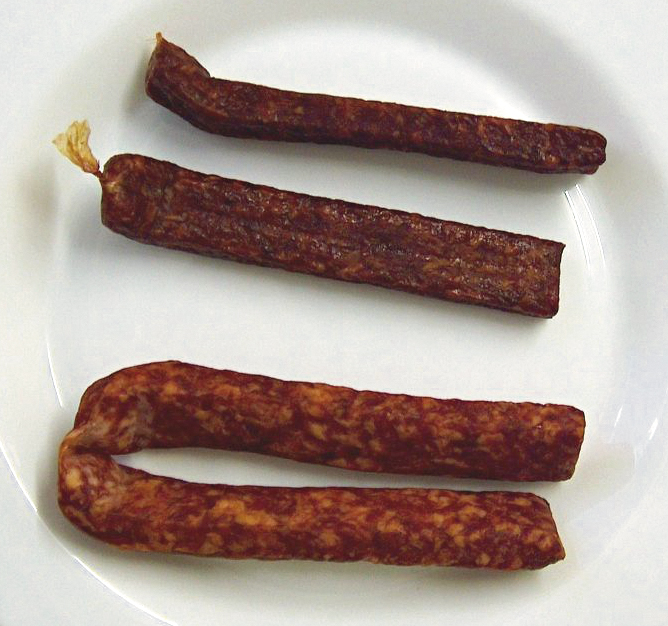
Salsichas fumadas

Ulrico Zuínglio foi um pastor em Zurique e estava a pregar duma forma em que se associava com Desiderius Erasmus e Martinho Lutero. A sua primeira divisão com as autoridades religiosas estabelecidas na Suíça ocorreu durante o jejum da Quaresma de 1522, quando ele estava presente durante o consumo de salsichas na casa de Cristoph Froschauer, um impressor na cidade que mais tarde publicou a tradução de Zuínglio da Bíblia.
Segundo William Roscoe Estep, Zuínglio já tinha convicções orientadas à Reforma por algum tempo antes do incidente. Em março de 1522, ele foi convidado para participar num jantar de salsichas que Froschauer serviu aos seus trabalhadores- quem, Forschauer mais tarde alegou, estavam exaustos de tratar da nova edição das Epístolas de São Paulo- e a vários dignatários e padres. Leo Jud, Klaus Hottinger e Lorenz Hochrütiner estavam presentes no jantar e mais tarde ganharam notoriedade pela sua parte na Reforma Suíça. A refeição envolveu Fasnachtskiechli suíço e algumas fatias de salsicha fumada, que tinha estado armazenada por mais de um ano. Devido ao consumo de carne durante a Quaresma ser proibida, o evento causou protesto público e levou à prisão de Froschauer.
Embora ele não tivesse comido, Zuínglio rapidamente defendeu Froschauer das alegações de heresia. Num sermão entitulado Von Erkiesen und Freiheit der Speisen (Quanto à Escolha e Liberdade de Comidas), Zuínglio argumentou que fazer jejum deveria ser completamente voluntário, não obrigatório. Segundo Michael Reeves, Zuínglio estava a avançar a posição da Reforma de que a Quaresma era sujeito a regra individual, na vez de disciplina que era mantida na altura pela Igreja Católica. O caso de salsicha de Zurique foi interpretado como uma demonstração de liberdade cristão e é considerado de semelhantes importância do que as 95 Teses em Wittenberg de Martinho Lutero para a Reforma alemã.

## Impacto
Depois de ouvir sobre esta situação, Hugo von Hohenlandenberg, o bispo de Konstanz, ficou tão escandalizado pela pregação de Zuínglio que pediu por um mandato proibindo a pregação de qualquer doutrina de Reforma na Suíça. No entanto, o dano já tinha sido feito, e Zuínglio tornou-se uma figura extremamente popular e venerada no Protestantismo suíço, tendo contraído e recuperado da Peste Negra e criou sessenta e sete teses que denunciava várias crenças duradouras da Igreja de Roma.

## Na cultura
O Caso é o sujeito de Geist und Wurst, uma cantata de 2015 por Edward Rushton.